# Acetat de etil

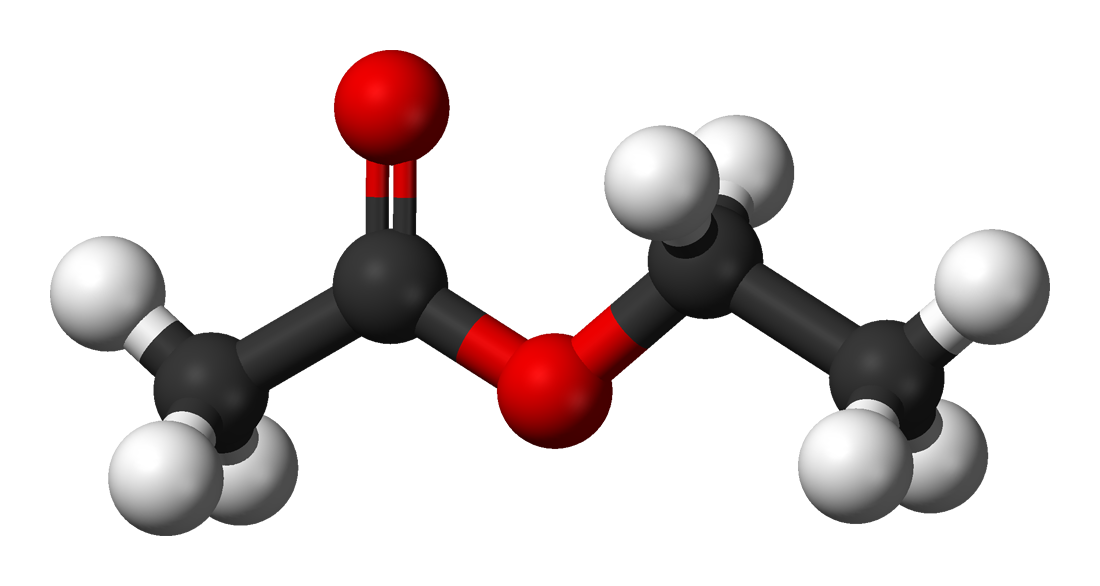
Formula moleculară a acetatului de etil

Acetatul de etil este un compus organic cu formula CH3-COO-CH2-CH3. Acest lichid incolor are un miros dulce distinctiv și e folosit în lipiciuri, soluții de îndepărtat oja, decafeinizarea ceaiului și cafelei, etc. 
Acetatul de etil e esterul etanolului și acidului acetic; e fabricat la scară largă pentru a fi folosit ca solvent.

## Producere
Este produs industrial prin esterificare directă a acidului acetic cu etanolul.

## Proprietăți
Punct de fierbere : 77° C, masa molară: 88,11 g/mol, densitatea: 0,902 g/cm3.

### Reactivitate
- Poate reacționa cu cetone ca de exemplu acetonă producând acetilacetonă[1].

- Poate reacționa cu formiat de etil producând ester formilacetic [2].